# Transporter (Raumfahrtprogramm)

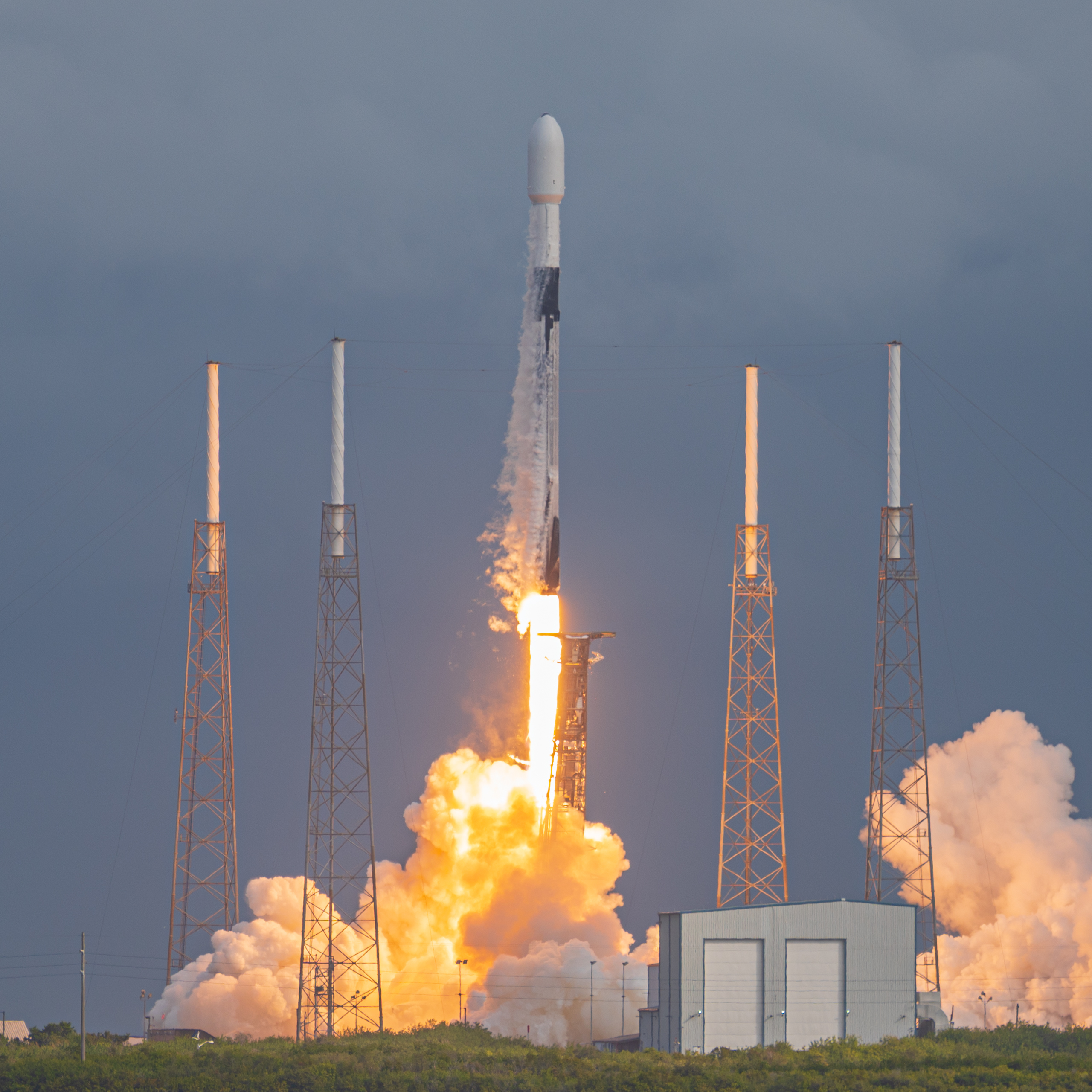
Start von Transporter-1 am 24. Januar 2021

Transporter und Bandwagon (englisch für „Musikantenwagen“) sind Reihen von Raketenstarts, mit denen jeweils zahlreiche Kleinsatelliten in sonnensynchrone beziehungsweise um etwa 45 Grad geneigte Bahnen gebracht werden. Die Starts werden von dem US-amerikanischen Raumfahrtunternehmen SpaceX im Rahmen seines Smallsat Rideshare Program durchgeführt. Viele der Satelliten werden von Drittanbietern vermittelt und von diesen „paketweise“ in selbst entwickelten Transporthalterungen an SpaceX bereitgestellt. Mit der ersten Mission namens Transporter-1 wurden am 24. Januar 2021 insgesamt 143 Satelliten ins All befördert – ein neuer Rekord für die größte Satellitenanzahl auf einer Rakete. Der erste Bandwagon-Flug startete am 7. April 2024.

## Ausführung
Der Start erfolgt jeweils mit einer Falcon-9-Rakete von einem der drei SpaceX-Startplätze auf der Cape Canaveral Space Force Station, dem Kennedy Space Center und der Vandenberg Space Force Base. Zuvor wird auf der oberen Raketenstufe ein Nutzlastadapter montiert. Bis zur Mission Transporter-8 war dies ein rohrförmiger Stapel von standardisierten ESPA-Ringen. Seit Transporter-9 kommt stattdessen ein SpaceX-eigener Adapter mit quadratischem Querschnitt zum Einsatz. Größere Satelliten werden direkt an dem Adapter befestigt, kleinere paketweise mittels Transporthalterungen. Ein zusätzlicher Stauraum für kleine Satelliten befindet sich im hinteren Bereich der Raketenstufe nahe dem Triebwerk. Wenn ein Flug nicht ausgebucht ist, kann SpaceX die freie Nutzlastkapazität für eigene Starlink-Internetsatelliten verwenden. Diese wurden bei den ersten Transporter-Flügen paarweise unter die ESPA-Ringe gestapelt. Der ESPA-Stapel selbst wurden vor dem Aussetzen der Starlink-Satelliten abgeworfen und verblieb selbst als Satellit bzw. Weltraumschrott in einer Erdumlaufbahn. Eine kleine Anzahl von Starlink-Satelliten konnte wahlweise auch oben auf dem ESPA-Stapel montiert werden.
Als Startvermittler sind unter anderem die US-amerikanischen Rideshare-Anbieter Spaceflight, Inc., Momentus Space, Nanoracks, Launcher Space und Impulse Space sowie die Unternehmen Exolaunch aus Deutschland und D-Orbit aus Italien beteiligt. Alle sieben haben eigene Transportsysteme entwickelt, die jedoch unterschiedlich arbeiten:
- Exolaunch, Nanoracks und Momentus integrieren die Satelliten in einfache Halterungen, die fest am ESPA-Adapter verbleiben.[4][5] Die Exolaunch-Halterungen tragen die Bezeichnung Exoport.[6]

- D-Orbit, Launcher, Impulse Space und ebenfalls Momentus haben Raumschlepper namens ION, Orbiter, LEO Express (vormals Mira) und Vigoride entwickelt.[2][7][8] Diese werden nach dem Start von der oberen Raketenstufe abgetrennt und bringen die einzelnen Satelliten je nach Kundenanforderungen in verschiedene Orbits. Damit beheben sie den Nachteil traditioneller Rideshare-Missionen, dass alle Satelliten nur in eine vorgegebene Klasse von Umlaufbahnen (zum Beispiel sonnensynchron in 500 km Höhe) gebracht werden können.

- Spaceflight verwendete zunächst antriebslose Systeme – sogenannte „free flyer“ (Freiflieger) – der Produktserie Sherpa-FX. Ab der Transporter-2-Mission setzte das Unternehmen zusätzlich auch Raumschlepper des Typs Sherpa-LT ein. Auch diese Nutzlastträger lösten sich nach dem Start von der oberen Raketenstufe und setzen dann selbsttätig die einzelnen Satelliten aus.[9][10] Bei der Mission Transporter-6 trat vor dem Start ein Treibstoffleck an einer Sherpa auf;[11] seitdem wurden keine Sherpa-Raumfahrzeuge mehr eingesetzt (Stand: Anfang 2025).

## Missionsliste
| Nr.  | Datum (UTC)    | Rakete   | Startplatz | Satelliten | Satelliten                | Satelliten | Satelliten     | COSPAR-ID |
| ---- | -------------- | -------- | ---------- | ---------- | ------------------------- | ---------- | -------------- | --------- |
| Nr.  | Datum (UTC)    | Rakete   | Startplatz | Nutzlasten | freifliegende Halterungen | gesamt     | davon verloren | COSPAR-ID |
| T-1  | 24. Jan. 2021  | Falcon 9 | CC SLC-40  | 141        | 2                         | 143        | –              | 2021-006  |
| T-2  | 30. Juni 2021  | Falcon 9 | CC SLC-40  | 85         | 3                         | 88         | –              | 2021-059  |
| T-3  | 13. Jan. 2022  | Falcon 9 | CC SLC-40  | 104–108    | 1                         | 105–109    | ≤ 3            | 2022-002  |
| T-4  | 1. April 2022  | Falcon 9 | CC SLC-40  | 39         | 1                         | 40         | ≤ 2            | 2022-033  |
| T-5  | 25. Mai 2022   | Falcon 9 | CC SLC-40  | 51–52      | 3                         | 54–55      | 2–3            | 2022-057  |
| T-6  | 3. Jan. 2023   | Falcon 9 | CC SLC-40  | 103–109    | 5                         | 108–114    | ≥ 8            | 2023-001  |
| T-7  | 15. April 2023 | Falcon 9 | Va SLC-4E  | 46–49      | 2                         | 48–51      | ≤ 3            | 2023-054  |
| T-8  | 12. Juni 2023  | Falcon 9 | Va SLC-4E  | 70         | 2                         | 72         | –              | 2023-084  |
| T-9  | 11. Nov. 2023  | Falcon 9 | Va SLC-4E  | ca. 110    | 3                         | ca. 113    | ≥ 3            | 2023-174  |
| T-10 | 4. März 2024   | Falcon 9 | Va SLC-4E  | 51         | 1                         | 52         | –              | 2024-043  |
| B-1  | 7. April 2024  | Falcon 9 | KSC LC-39A | 11         | –                         | 11         | –              | 2024-066  |
| T-11 | 16. Aug. 2024  | Falcon 9 | Va SLC-4E  | 112        | 1                         | 113        | –              | 2024-149  |
| B-2  | 21. Dez. 2024  | Falcon 9 | Va SLC-4E  | 30         | –                         | 30         | ≤ 1            | 2024-247  |
| T-12 | 14. Jan. 2025  | Falcon 9 | Va SLC-4E  | 112        | 3                         | 115        | ≤ 3            | 2025-009  |
| T-13 | 15. März 2025  | Falcon 9 | Va SLC-4E  | < 73       | 1                         | < 74       |                | 2025-052  |
| B-3  | 22. April 2024 | Falcon 9 | CC SLC-40  | 3          | –                         | 3          | –              | 2025-081  |
| T-14 | 23. Juni 2025  | Falcon 9 | Va SLC-4E  | 68         | 2                         | 70         |                | 2025-135  |

In der Spalte „Satelliten“ ist jeweils die Zahl der Nutzlasten – einschließlich Raumschleppern und antriebslosen freifliegenden Halterungen – angegeben, die in einen Satellitenorbit gebracht werden sollten. Manchmal ist deren exakte Zahl unklar, weil die von SpaceX gemeldeten Nutzlastzahlen sogenannte Hosted Payloads einschließen können. Letztere verbleiben an der oberen Raketenstufe oder auf einem Raumschlepper und erreichen somit keinen eigenen Satellitenorbit. Zwar veröffentlicht die US-amerikanische Weltraumüberwachung später die Zahl der tatsächlich im Weltraum aufgefundenen Satelliten, jedoch können dabei wiederum Satelliten fehlen, die wegen technischer Probleme nicht aus ihrer Nutzlasthalterung ausgeworfen wurden. Erst 2024 ging SpaceX dazu über, zwischen Hosted Payloads und auszusetzenden Satelliten zu unterscheiden.
Anhand dieser Daten und der Bekanntgaben von Satelliten- und Raumschlepperbetreibern lässt sich jeweils eine Mindest- und Höchstzahl der Satelliten (ohne Hosted Payloads) an Bord der Rakete bestimmen. Außerdem lässt sich die in der Spalte „davon verloren“ genannte Zahl der Satelliten, die in ihrer Starthalterung verblieben, ermitteln bzw. eingrenzen:
- Transporter-3: SpaceX meldete den Start von 105 Satelliten, aber nach dem Start wurden 106 Satelliten von der US-Weltraumüberwachung erkannt, darunter vier „USA“-Satelliten mit geheimem Zweck, deren Start nicht angekündigt war. Eine mögliche Erklärung dafür ist, dass die vier USA-Satelliten nicht in der Zahl von 105 enthalten waren und drei Satelliten in ihrer Starthalterung verblieben.

- Transporter-4: Bei den 40 gestarteten Satelliten wurden zwei Unternutzlasten des chilenischen Satelliten „Suchai 3“ mitgezählt, die dieser nach dem Start aussetzen sollte. Die beiden Subsatelliten wurden aber von der Weltraumüberwachung nicht erkannt.

- Transporter-5: Von 59 gemeldeten Nutzlasten waren mindestens 5 auf der oberen Raketenstufe oder einem Raumschlepper montiert. Zwei „FossaSat“-Satelliten lösten sich nicht aus ihrer Nutzlasthalterung, und die Weltraumüberwachung erkannte 51 Satelliten im Erdorbit. Demnach könnte ein weiterer Satellit in seiner Halterung verblieben sein.

- Transporter-6: Es ist bekannt, dass zwei Satelliten wegen technischer Probleme auf der oberen Raketenstufe verblieben und sechs auf einem Raumschlepper. Die US-Weltraumüberwachung erkannte aber nur 100 der angekündigten 114 Nutzlasten. Demnach verblieben weitere sechs Satelliten in ihrer Transporthalterung. Alle sechs können Hosted Payloads gewesen sein; der Start von mindestens sieben Hosted Payloads war angekündigt.[27]

- Transporter-7: Von 51 angekündigten Nutzlasten wurden 48 von der US-Weltraumüberwachung erkannt. Unklar ist, inwieweit es sich bei den fehlenden drei um Hosted Payloads handelt.

- Transporter-9: Mindestens drei Satelliten lösten sich nicht aus ihrer Starthalterung.

- Bandwagon-2: Von 30 angekündigten Nutzlasten wurden 29 von der US-Weltraumüberwachung erkannt. Unklar ist, ob es sich bei dem fehlenden Satellit um eine Hosted Payload handelt.

- Transporter-12: Von 115 angekündigten auszusetzenden Nutzlasten[28] wurden 112 von der US-Weltraumüberwachung erkannt.

## Missionen

### Transporter-1
Bei der ersten Transporter-Mission kam ein ION-Raumschlepper von D-Orbit zum Einsatz, um einen Teil der Satelliten in individuelle Umlaufbahnen zu befördern. Eigentlich sollte auch der erste Vigoride-Schlepper von Momentus auf diesem Flug sein, jedoch verzögerte sich dessen Freigabe durch die Luft- und Raumfahrtaufsichtsbehörde FAA. Da keine rechtzeitige Genehmigung erteilt wurde, musste dieser Vigoride-Einsatz auf einen späteren Raketenstart verschoben werden. Auch einige weitere geplante Nutzlasten fielen aus, darunter zwei militärische Forschungssatelliten der DARPA, die während der Startvorbereitungen aus ihrer Transporthalterung fielen und beschädigt wurden. Den frei gewordenen Platz füllte SpaceX kurzfristig mit den zehn ersten polaren Starlink-Satelliten.
Der Start von Transporter-1 erfolgte am 24. Januar 2021 um 10:00 Uhr Ortszeit vom Space Launch Complex 40 der Cape Canaveral Space Force Station. 55 Minuten später hatte die obere Raketenstufe eine sonnensynchrone Umlaufbahn in etwa 540 Kilometern Höhe erreicht. Wenige Minuten darauf begann das Aussetzen der Kundensatelliten. Gut eineinhalb Stunden nach dem Start wurden auch die Starlink-Satelliten abgetrennt, nachdem zwischenzeitlich der ESPA-Adapterstapel abgeworfen worden war.
Die folgende Liste gibt alle Nutzlasten auf diesem Flug wieder. Manche davon wurden noch nicht von den Weltraumüberwachungssystemen erkannt und haben dementsprechend noch keine COSPAR-Kennung (Stand: 1. Juni 2021).
| Schlepper / Freeflyer             | Nutzlast | Zweck | Betreiber | COSPAR-IDs (2021-0…) |
| --------------------------------- | --- | --- | --- | --- |
| –                                 | 10× Starlink Capella 3, 4 QPS-SAR 2 (Izanami) ICEYE-X8, X9 XR-1 (ICEYE-X10) GHGSat C2 40× Flock 4s 8× Lemur-2 8× Kepler 24× Spacebee V-R3x SOMP2b PIXL 1 (CubeL) Hiber 4 UVSQ-Sat ASELSat IDEASSat YUSAT 1 AII-Charlie | Satelliteninternet 2× Erdbeobachtung 2× Erdbeobachtung Erdbeobachtung Erdbeobachtung ◻ Meteorologie, AIS ◻ Kommunikation ◻ Kommunikation ◻ 3× TE ◻ Hochschulprojekt ◻ TE/Kommunikation ◻ TE/Forschung ◻ TE/Kommunikation ◻ Forschung ◻ TE ◻ | SpaceX Capella Space iQPS Iceye R2 Space GHGSat Planet Labs Spire Global Kepler Communications Swarm Technologies NASA Technische Universität Dresden DLR Hiber Global UVSQ Aselsat National Central University National Taiwan Ocean University SpaceQuest, Aurora Insight | 06A, 06B, …, 06K 06BW, 06CE 06CA 06DB, 06CX 06CY 06DA 06ED, 06CP, 06CK, … 06AP, 06AW, 06AS, … 06BR, 06DX, 06CS, … 06AN, 06AQ, 06AU, … 06AJ 06AM 06EB 06AB 06AE 06AX 06AC 06AD |
| Sherpa-FX1 2021-006CB             | 3× Hawk 5× Astrocast Elana 35: PTD-1 3× ARCE Prometheus Celestis 17 | Aufklärung Kommunikation ◻ Hochschulprojekt ◻ TE/AIS ◻ TE (militärisch) ◻ Weltraumbestattung | HawkEye 360 Astrocast Ames Research Center University of South Florida Los Alamos National Laboratory Celestis | 06CW, 06CZ, 06CT 06T, 06CD, 06CC, … 06BX 06BY, 06EG, 06BZ 06EH 06CB |
| ION SCV 2 „Laurentius“ 2021-006CV | 8× Flock 4s 12× Spacebee | Erdbeobachtung ◻ Internet der Dinge ◻ | Planet Labs Swarm Technologies | 06ER, 06EQ, 06EN, … 06ET, 06ES, 06EU, … |

◻ steht für Cubesat, „TE“ für Technologieerprobung

### Transporter-2
Die zweite Transporter-Mission fand am 30. Juni 2021 statt. Sie sollte ursprünglich von der Vandenberg Space Force Base (vormals Vandenberg Air Force Base) starten und wurde dann auf die Cape Canaveral Space Force Station verlegt. Bei diesem Start sollten fünf Raumschlepper eingesetzt werden: Die von Transporter-1 verschobene Vigoride-1, die von einer ungenannten Mission im Februar 2021 verschobene Vigoride-2, zwei Sherpa und ein weiterer ION von D-Orbit. Momentus erhielt jedoch erneut keine Freigabe der Vigoride-Nutzlasten durch die FAA; es bestehe ein Risiko für die nationale Sicherheit der Vereinigten Staaten. Hintergrund war die angespannte politische Situation zwischen den USA und Russland in Zusammenhang mit dem russischen Gründer und Hauptaktionär des Unternehmens. Dadurch entfielen etwa 30 Satelliten, die mit Transporter-2 hätten starten sollen.
Die folgende Liste gibt die Nutzlasten dieses Flugs wieder. Hierzu zählen auch die beiden DARPA-Satelliten Mandrake 1 und Mandrake 2, die bei den Transporter-1-Startvorbereitungen beschädigt worden waren und danach repariert wurden. Mit QMR-KWT war auch der erste kuwaitische Satellit an Bord.
| Schlepper / Freeflyer                  | Nutzlast | Zweck | Betreiber | COSPAR-IDs (2021-0…) |
| -------------------------------------- | --- | --- | --- | --- |
| –                                      | 3× Starlink (v1.5) ÑuSat 19-22 ICEYE X11–X15 Capella 5 YAM-2 und -3 Gnomes 2 Umbra-SAR 2001 TUBIN (Tubsat 27) 2× Lemur-2 12× Spacebee 4× Spacebee NZ Centauri 4 (Tyvak 0211) TROPICS Pathfinder PACE-1 Mandrake 2A, 2B LINCS 1, 2 EG-3 (Tyvak 0173) D2/AtlaCom-1 | Satelliteninternet 4× Erdbeobachtung 4× Erdbeobachtung Erdbeobachtung TE, Diverses Meteorologie Erdbeobachtung Meteorologie, AIS ◻ Internet der Dinge ◻ Internet der Dinge ◻ Kommunikation ◻ TE/Meteorologie ◻ TE ◻ 2× TE (militärisch) 2× TE (militärisch) ◻ Internet der Dinge ◻ Hochschulprojekt ◻ | SpaceX Satellogic Iceye Capella Space Loft Orbital Solution PlanetIQ Umbra Lab Technische Universität Berlin Spire Global Swarm Technologies Fleet Space Marshall Space Flight Center Ames Research Center Space Development Agency EchoStar Global Agencia Espacial Mexicana | 59A, 59B, 59C 59AC, 59AU, 59AT, 59AS 59AR, 59AM, 59AP, 59AQ 59AL 59AJ, 59AN 59AH 59AD 59X 59V 59Y 59AG 59AE, 59AF 59Z, 59AA 59P 59AV |
| Sherpa-FX2 2021-059CH                  | Hawk 3A, 3B, 3C Lynk-06 (Shannon) 5× Astrocast 3× Lemur-2 12× Spacebee Painani-2 | 3× SIGINT Kommunikation Kommunikation ◻ Meteorologie, AIS ◻ Internet der Dinge ◻ TE/Kommunikation ◻ | HawkEye 360 Lynk Astrocast Spire Global Swarm Technologies CISESE | 59CG, 59BE, 59BX 59BM 59CD, 59CL, 59CE, … 59BB                                                                                       |
| Sherpa-LTE1 2021-059BQ                 | Shasta (Aurora) KSF1 A-D Lemur-2 Faraday Phoenix Tiger-2 (Ayan-21) Arthur 1 Tenzing (Tanker 001) | Erdbeobachtung 4× AIS, SIGINT ◻ Meteorologie, AIS ◻ TE ◻ Erdbeobachtung ◻ ? ◻ Treibstoffdepot | Astro Digital Kleos Space Spire Global InSpace OQTech Aerospacelab Orbital Fab (Astro Digital) | 59CF 59BD, 59AZ, 59BR, 59BZ 59AX 59BT 59CC 59CA                                                                                      |
| ION SCV 3 „Dauntless David“ 2021-059AK | Neptuno SPARTAN QMR-KWT NAPA 2 W-Cube Ghalib | TE/AIS ◻ TE ◻ Hochschulprojekt ◻ Erdbeobachtung ◻ TE/Kommunikation ◻ TE ◻ | Deimos Engineering Systems EnduroSat Orbital Space Royal Thai Air Force ESA, Reactor Space Marshall Space | 59CR 59CP 59BS 59CN 59CQ 59CM |

◻ steht für Cubesat, „TE“ für Technologieerprobung

### Transporter-3
Der Start von Transporter-3 erfolgte am 13. Januar 2022 um 15:25 Uhr UTC vom Space Launch Complex 40 der Cape Canaveral Space Force Station.
Die folgende Liste gibt die Nutzlasten dieses Flugs wieder.
| Schlepper / Freeflyer                  | Nutzlast | Zweck | Betreiber | COSPAR-IDs (2022-0…) |
| -------------------------------------- | --- | --- | --- | --- |
| –                                      | Unicorn-2A, 2D, 2D Unicorn-1 Unicorn-2TA1 (Tartan-Artibeus 1) Delfi-PQ Hades EASaT-2 SATLLA 2A, 2B Grizu-263a MDQube-SAT PION-BR1 ETV-A1 HYPSO-1 Gossamer Piccolomini DEWASAT-1 NuX-1 BRO-5 Challenger SanoSat-1 FossaSat 2E5, 2E6 WISeSAT-1, 2 (FossaSat 2E1, 2E2) CShark Pilot-1 (FossaSat 2E3) LAIKA (FossaSat 2E4) 44× Flock 4x 4× Lemur-2 Kepler 16, 17, 18, 19 Forest-1 (Lemur 2) Tevel 1-8 MDASat-1a, 1b, 1c IRIS-A ICEYE X14, X16 Umbra-02 Sitsch 2-1 Capella 7, 8 USA-320 (Starshield) USA-321 (Starshield) USA-322 (Starshield) USA-323 (Starshield) | 3 × Erdbeobachtung ▫ TE ▫ Amateurfunk ▫ Amateurfunk ▫ 2× Hochschulprojekt ▫ Hochschulprojekt ▫ TE ▫ Erdbeobachtung ◻ Meeresforschung ◻ TE ◻ TE/Kommunikation ◻ TE/Antrieb, IoT ◻ SIGINT ◻ Erdbeobachtung ▫ TE, Amateurfunk ▫ 2× Internet der Dinge ▫ 2× Internet der Ding ▫ Internet der Ding ▫ TE ▫ Erdbeobachtung ◻ Meteorologie, AIS ◻ 4× Kommunikation ◻ Erdbeobachtung ◻ 8× Amateurfunk ◻ AIS ◻ TE ◻ Erdbeobachtung 2× Erdbeobachtung Aufklärung | Alba Orbital CMU/Alba Orbital TU Delft AMSAT Universität Ariel Zonguldak Bülent Ecevit University Innova Space PION Labs Sen NTNU Lunasonde DEWA NuSpace UnseenLabs Quub (Mini-Cubes) ORION Space FOSSA Systems WISeKey CShark FOSSA Systems Planet Labs Spire Global Kepler Communications OroraTech Herzliya Science Center CPUT Cheng-Kung-Nationaluniversität Iceye Umbra Space SSAU Capella Space - | 02BA 02CU 02DA 02DB 02AG 02AT 02CE 02BX 02CN 02CM 02CW 02CF 02DC 02AZ 02T, 02H 02A, 02B 02G 02D 02J, 02L, 02N... 02AP, 02AQ, 02BY, 02CC 02CB, 02CD, 02U, 02U, 02BV 02BE 02AF, 02CP, …, 02F 02M, 02BU, 02BG 02BN 02CQ, 02AA 02C 02AY 02CR, 02CS 02CV 02CX 02CY 02CZ |
| ION SCV 4 „Elysian Eleonora“ 2022-002K | Dodona VZLUSat 2 LabSat STORK-1, 2 SW1FT | TE ◻ 2× Erdbeobachtung ◻ TE ◻ | USC VZLU SatRevolution | 02DE 02DF 02DG 02DH, 02DJ 02DK |

◻ steht für Cubesat, ▫ für PocketQubes, „TE“ für Technologieerprobung

### Weitere Missionen
Die Nutzlasten ab Transporter-4 sind in den folgenden Listen aufgeführt:
- Transporter-4: Liste der orbitalen Raketenstarts (2022) #April
- Transporter-5: Liste der orbitalen Raketenstarts (2022) #Mai
- Transporter-6: Liste der orbitalen Raketenstarts (2023) #Januar
- Transporter-7: Liste der orbitalen Raketenstarts (2023) #April
- Transporter-8: Liste der orbitalen Raketenstarts (2023) #Juni
- Transporter-9: Liste der orbitalen Raketenstarts (2023) #November
- Transporter-10: Liste der orbitalen Raketenstarts (2024) #März
- Bandwagon-1: Liste der orbitalen Raketenstarts (2024) #April
- Transporter-11: Liste der orbitalen Raketenstarts (2024) #August
- Bandwagon-2: Liste der orbitalen Raketenstarts (2024) #Dezember
- Transporter-12: Liste der orbitalen Raketenstarts (2025) #Januar
- Transporter-13: Liste der orbitalen Raketenstarts (2025) #März
- Bandwagon-3: Liste der orbitalen Raketenstarts (2025) #April
- Transporter-14: Liste der orbitalen Raketenstarts (2025) #Juni

Die Flüge Transporter-4, Transporter-7, und Transporter-11 und Transporter-14 wurden auch für Weltraumbestattungen genutzt. Bei Transporter-4 und -7 war der Behälter mit den Aschekapseln an der oberen Stufe der Falcon-9-Rakete angebracht. Die Raketenstufen fielen nach einigen Stunden im Weltraum zurück zur Erde und versanken im „Raumschifffriedhof“ im Pazifischen Ozean.